# Диаграмма стебель-листья
Диаграмма «стебель-листья» — схема представления статистических данных в описательной статистике. Даёт возможность визуально оценить форму и размах распределения данных. В отличие от гистограммы, не требует предварительной группировки данных в интервалы, хотя и для составления диаграммы «стебель-листья» может требоваться округление до двух десятичных знаков.

## Использование
Своё название диаграмма получила от способа представления данных. Числовые значения располагаются вертикально в нисходящем порядке, так что наиболее повторяющиеся разряды у чисел составляют стебель, а часто меняющиеся разряды — листья, отходящие от стебля. Предположим, что надо представить следующий ряд чисел в виде диаграммы:
```
44 46 47 49 63 64 66 68 68 72 72 75 76 81 84 88 106
```

Наименьшее число (44) будет располагаться вверху диаграммы, а наибольшее (106) — внизу. Десятки будут составлять левую колонку (стебель), а единицы (листья) будут добавлены в ряд к каждому десятку. Повторяющиеся числа будут повторяться и в диаграмме. Например, два числа 68 будут отображены как две восьмёрки в ряду после 6.
```
 4 | 4 6 7 9
 5 |
 6 | 3 4 6 8 8
 7 | 2 2 5 6
 8 | 1 4 8
 9 | 
10 | 6
ключ: 6|3=63
листья: 1.0
стебель: 10.0
```

Отрицательные числа подчиняются той же закономерности — они располагаются выше положительных чисел, и наименьшее отрицательное число указывается первым. Десятичные дроби при необходимости округляются.